# Riddle, Oregon
Riddle är en stad i Douglas County i Oregon. Vid 2010 års folkräkning hade Riddle 1 185 invånare.